# 昆伯蘭西灣

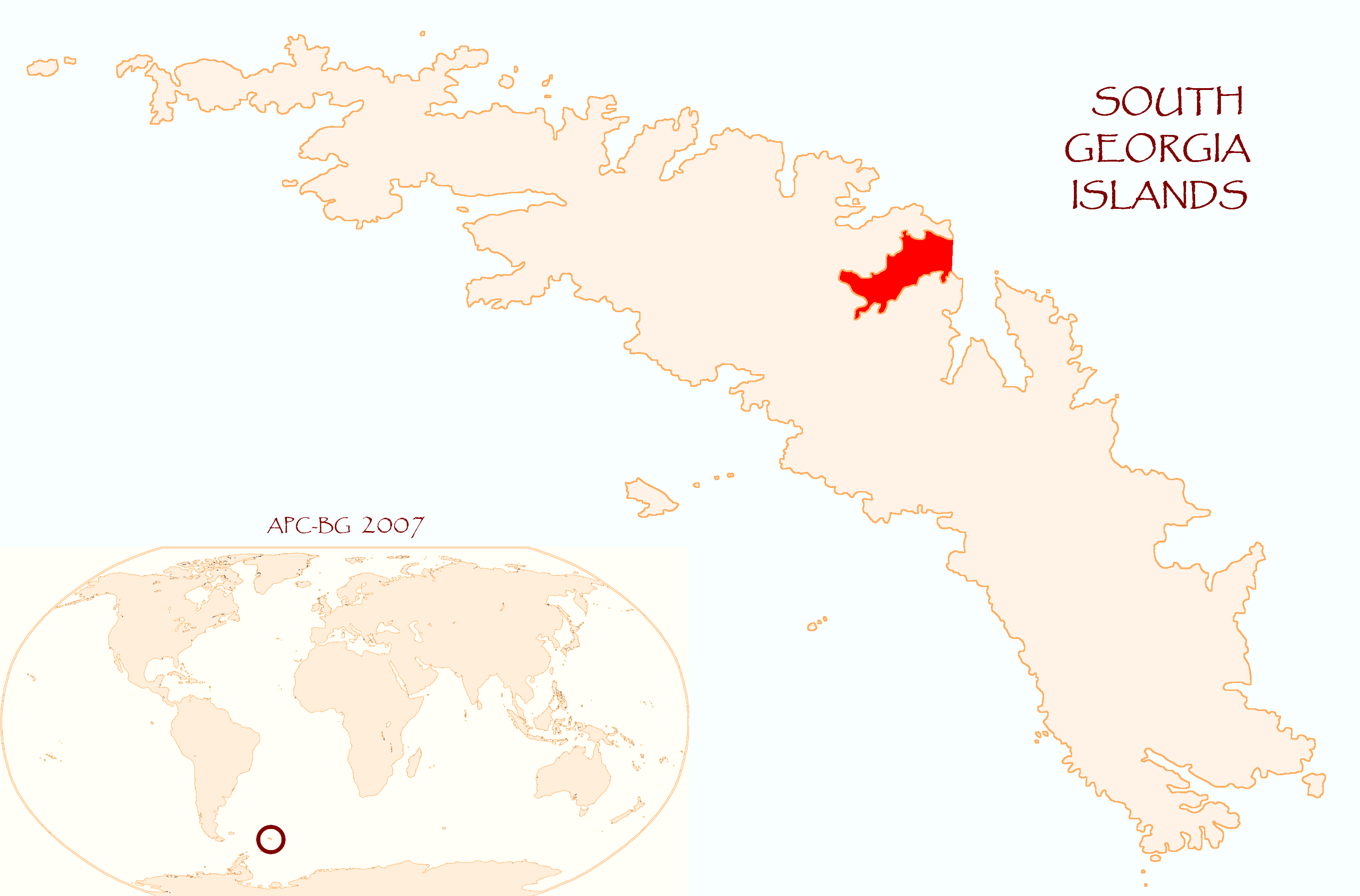
昆伯蘭西灣在南喬治亞島的位置

54°14′S 36°35′W / 54.233°S 36.583°W
昆伯蘭西灣（英語：Cumberland West Bay）是南極洲的海灣，位於南喬治亞島，是昆伯蘭灣的西翼，長11公里、寬4公里，由瑞典探險隊繪入地圖，由英國南極名稱諮詢委員會命名。